# الن گلاسکو

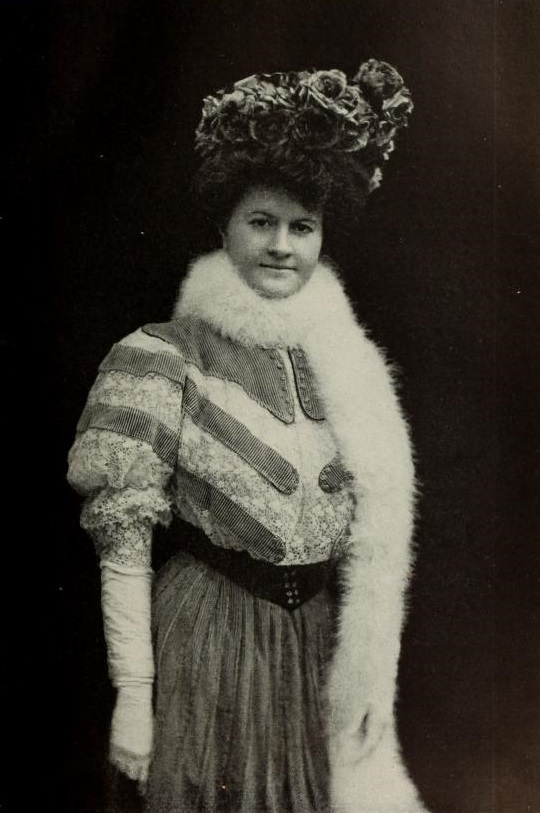

الن اندرسون گولسن گلاسکو (به انگلیسی: Ellen Anderson Gholson Glasgow) ‏ (۱۹۴۵-۱۸۷۳) بانوی نویسنده آمریکایی با ظرافت و خوش طبعی فراوان می نوشت و تاسف از دست رفتن قدرت و عظمت تمدن را میخورد
- میدان نبرد
- ویرجینیا
- زمین بایر
- کمدین‌های رمانتیک
- آن ها در برابر حماقت سر فرود آوردند
- زندگی مضون
- در این زندگی ما